# Джеспер (округ, Айова)
Шаблон:StateAbbr_ 41°41′17″ пн. ш. 93°03′41″ зх. д. / 41.688055555556° пн. ш. 93.061388888889° зх. д.
Округ  Джеспер (англ. Jasper County) — округ (графство) у штаті  Айова, США. Ідентифікатор округу 19099.

## Історія
Округ утворений 1846 року.

## Демографія
За даними перепису 
2000 року 
загальне населення округу становило 37213 осіб, зокрема міського населення було 16252, а сільського — 20961.
Серед мешканців округу чоловіків було 18756, а жінок — 18457. В окрузі було 14689 домогосподарств, 10265 родин, які мешкали в 15659 будинках.
Середній розмір родини становив 2,92.
Віковий розподіл населення поданий у таблиці:
| Стать    | До 15 років | 15-21 | 22-29 | 30-39 | 40-49 | 50-65 | 65-85 | Понад 85 |
| -------- | ----------- | ----- | ----- | ----- | ----- | ----- | ----- | -------- |
| Чоловіки | 3912        | 1686  | 1884  | 2831  | 3001  | 2960  | 2261  | 221      |
| Жінки    | 3615        | 1506  | 1510  | 2604  | 2727  | 3014  | 2899  | 582      |

## Суміжні округи
- Маршалл — північ
- Повешік — схід
- Махаска — південний схід
- Меріон — південь
- Полк — захід
- Сторі — північний захід

## Виноски
1. ↑  U.S. Decennial Census. United States Census Bureau. Архів оригіналу за 26 квітня 2015. Процитовано 18 липня 2014.
2. ↑  Historical Census Browser. University of Virginia Library. Архів оригіналу за 11 серпня 2012. Процитовано 18 липня 2014.
3. ↑  Population of Counties by Decennial Census: 1900 to 1990. United States Census Bureau. Архів оригіналу за 22 квітня 2014. Процитовано 18 липня 2014.
4. ↑  Census 2000 PHC-T-4. Ranking Tables for Counties: 1990 and 2000 (PDF). United States Census Bureau. Архів оригіналу (PDF) за 18 грудня 2014. Процитовано 18 липня 2014.
5. ↑  State & County QuickFacts. United States Census Bureau. Архів оригіналу за 7 червня 2011. Процитовано 18 липня 2014.(англ.) Наведено за англійською вікіпедією.
6. ↑  American FactFinder. Бюро перепису населення США. Архів оригіналу за 21 травня 2008. Процитовано 31 січня 2008.

| США | Це незавершена стаття з географії США. Ви можете допомогти проєкту, виправивши або дописавши її. |